# Кануте, Фредерик
Фредери́к Кануте́ (фр. Frédéric Kanouté; родился 2 сентября 1977 года, Сент-Фуа-ле-Лион, Франция) — франко-малийский футболист, нападающий. Выступал за сборную Мали. Является гражданином Мали с 1999 года.

## Биография
Первый футбольный клуб для Фредерика был французский «Олимпик Лион». Дебютировал молодой футболист во французском чемпионате в сезоне 1997/98. В составе «Лиона» Фредерик сыграл 70 матчей, в которых забил 20 мячей.
В 2000 году форвардом заинтересовался английский «Вест Хэм Юнайтед». «Молотки» сначала взяли Кануте в аренду, а когда он забил два гола в восьми играх, решили выкупить его контракт за 3,7 миллиона фунтов. Проведя за «Вест Хэм» три сезона, и забив 31 гол в 91 игре, Кануте переходит в «Тоттенхэм Хотспур» за 3,5 миллиона фунтов. В стане «Шпор» дела у Кануте пошли не очень хорошо: с одной стороны, он порадовал болельщиков несколькими выдающимися голами, с другой стороны, неоднократно демонстрировал пренебрежение интересами команды, вопреки желанию тренера уехав на Кубок Африки и саботировав одно из летних турне «Тоттенхэма». За два года проведенных в составе лондонской команды трансферная цена игрока несколько выросла и в 2005 году Кануте переходит в «Севилью» за 6.5 миллионов евро. В составе «Хотспур» Фредерик сыграл 60 игр, забив при этом 14 голов. В Испании у Кануте дела пошли в гору: выиграв два подряд Кубка УЕФА (2006, 2007), в которых отличался забитыми мячами. Также в составе «Севильи» Кануте побеждал в Суперкубке УЕФА, Суперкубке Испании, Кубке Испании (дважды). В 2007 году Кануте стал футболистом года в Африке. В составе «Севильи» Фредерик сыграл 209 матчей и забил 88 голов.
В 2012 году подписал контракт с китайским клубом «Бэйцзин Гоань» сроком на 1,5 года. 18 июля сделал свой первый дубль за новый клуб в матче Кубка Китая против «Циндао Чжуннэн», который закончился разгромной победой для «Бэйцзина» со счетом 6-0. В 2013 году завершил карьеру.

## Достижения

### Командные
Олимпик Лион
- Обладатель Кубка Интертото: 1997

Вест Хэм Юнайтед
- Обладатель Кубка Интертото: 1999

Севилья
- Обладатель Суперкубка Испании: 2007
- Обладатель Кубка Испании: 2007, 2010
- Обладатель Кубка УЕФА: 2006, 2007
- Обладатель Суперкубка УЕФА: 2006

### Личные
- Африканский футболист года: 2007
- Входит в символическую сборную сезона по версии ESM: 2006/07

## Личная жизнь
Когда Фредерику Кануте исполнилось 22 года, он принял ислам.